# Отступник (фильм, 1966)
«Отступник» (англ. The Defector) — французский триллер 1966 года, основанный на романе Пола Томаса «Шпион» (фр. L’Espion) 1965 года. Главные роли исполнили Монтгомери Клифт, Харди Крюгер, Родди Макдауэлл и Маша Мериль. Фильм был снят бельгийским режиссёром Раулем Леви.
Фильм стал первым появлением Монтгомери Клифта в кино за четыре года, и последним в его карьере — актёр умер менее чем через три месяца после завершения съёмок от сердечного приступа. Режиссёр фильма Рауль Леви покончил жизнь самоубийством через два месяца после выхода фильма в американский прокат из-за безответной любви к своей замужней коллеге.

## Сюжет
Американский профессора физики Джеймс Бауэр был завербован агентом ЦРУ Адамсом для контрабанды советского микрофильма, содержащего важную информацию, в Западную Германию. Он отправляется в ГДР под прикрытием в качестве коллекционера антиквариата, где встречает восточногерманского коллегу-физика Хайнцмана, который является секретным агентом КГБ. Хайнцманн знает о встрече Бауэра с Адамсом и о его намерении украсть микрофильм, но их взаимное уважение усложняет проведение секретной операции.

## В ролях
- Монтгомери Клифт — Джеймс Бауэр
- Харди Крюгер — Питер Хайнцманн
- Маша Мериль — Фрида Хоффман
- Родди Макдауэлл — агент Адамс
- Дэвид Опатошу — Орловский
- Кристин Деларош — Ингрид
- Ханнес Мессемер — доктор Зальцер
- Карл Лифен — майор

## Производство
О планах создания фильма по роману «Шпион» было объявлено в январе 1966 года. Первоначально заявленными актёрами были Монтгомери Клифт, Моника Витти и Харди Крюгер. Съемки должны были начаться 29 января 1966 года в Мюнхене в отеле «Regina» и на студии «Bavaria Atellier Gestellschaft», но затем были перенесены на март, из-за чего Витти пришлось отказаться, и её заменила Лесли Карон. Незадолго до начала съемок Карон тоже покинула проект, и роль в итоге досталась Маше Мериль. Бюджет картины составил 1,5 миллиона долларов.

## Реакция

### Критика
На Rotten Tomatoes фильм имеет 20 % положительных рецензий на основе 3 отзывов со средней оценкой 3 из 5. Босли Краузер из «The New York Times» оценил одинокий и мужественный образ актёра «Los Angeles Times» отметил, что Клифт был «первоклассным», но назвал сам фильм «второсортным». Немецкий киножурнал «epd Film» писал, что фильм неинтересен, потому что недостаточно внимания уделяется стилю или трактовке поднятых политических вопросов.

### Кассовые сборы
Фильм не имел кассового успеха во Франции.